# Attus hispidus
Attus hispidus är en spindelart som beskrevs av Bösenberg, Lenz 1894. Attus hispidus ingår i släktet Attus och familjen hoppspindlar. Inga underarter finns listade.